# Titularbistum Sarda
Sarda ist ein Titularbistum der römisch-katholischen Kirche. 
Es geht zurück auf einen früheren Bischofssitz in der gleichnamigen antiken Stadt, die sich in der römischen Provinz Dalmatia Superior befand. Das Bistum gehörte der Kirchenprovinz Doclea an.
| Titularbischöfe von Sarda |                                                      |                                                                          |                |                  |
| Nr.                       | Name                                                 | Amt                                                                      | von            | bis              |
| 1                         | Luis Baldo Riva CSsR                                 | Weihbischof in Trujillo Prälat von Chuquibamba (Peru)                    | 13. März 1969  | 15. Januar 1978  |
| 2                         | Pierre DuMaine                                       | Weihbischof in San Francisco (USA)                                       | 24. April 1978 | 27. Januar 1981  |
| 3                         | François Xavier Nguyên Van Sang                      | Weihbischof in Hanoi Apostolischer Administrator von Thái Bình (Vietnam) | 24. März 1981  | 3. Dezember 1990 |
| 4                         | Ramiro Moliner Inglés Titularerzbischof pro hac vice | Apostolischer Nuntius                                                    | 2. Januar 1993 | 20. August 2024  |